# Chaleco salvavidas

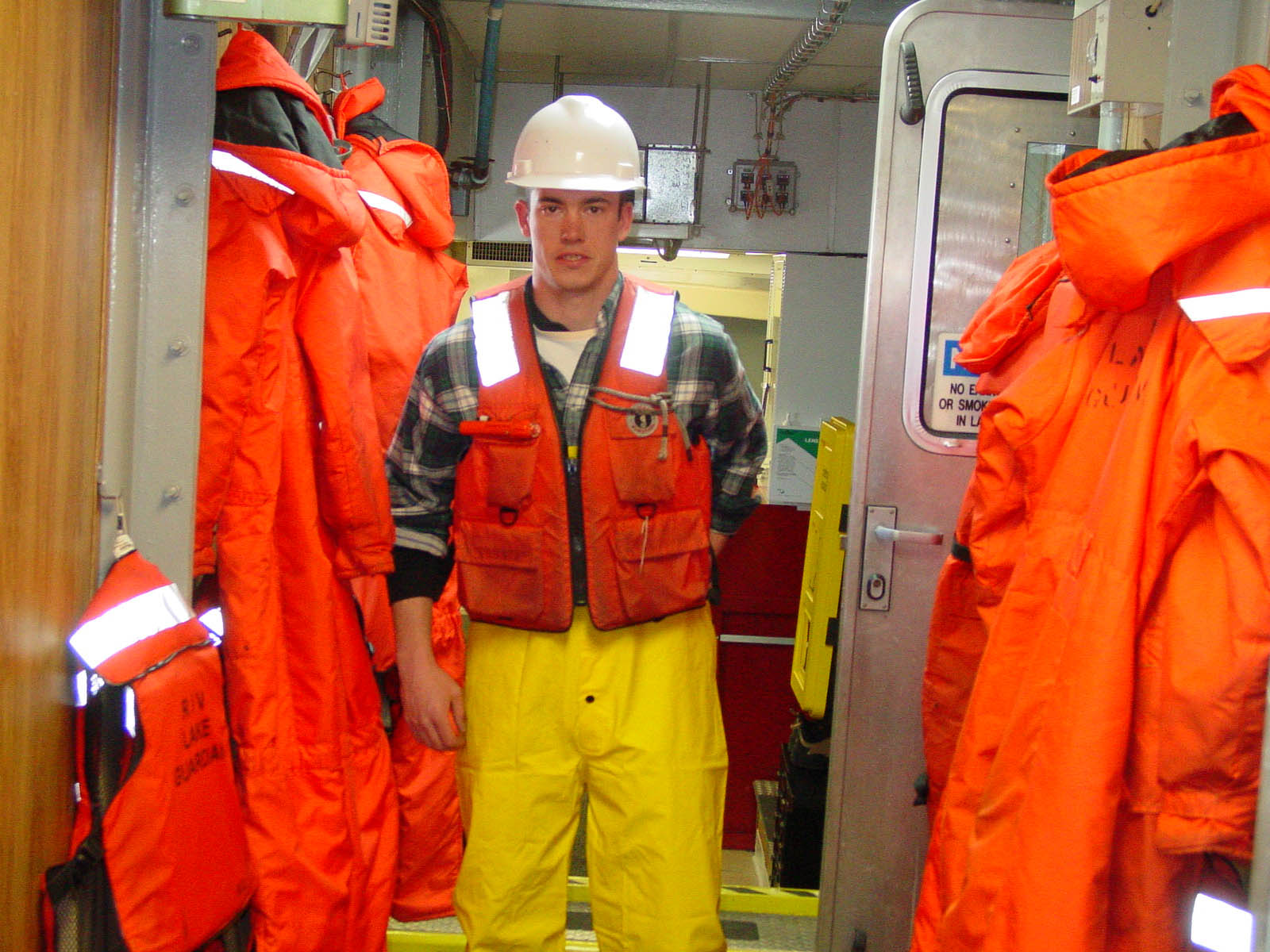
Hombre llevando un salvavidas.

Un salvavidas es el objeto diseñado para mantener el cuerpo de una persona en la superficie y su cabeza por encima del agua, principalmente usado en piscinas, ríos, lagos y océanos. El término incluye todo tipo de objetos destinados a ese fin, desde los chalecos salvavidas hasta los trajes de supervivencia. Su diseño cambia según el grado de protección requerido y del tamaño de la superficie a proteger.
Es un elemento de seguridad imprescindible en las embarcaciones (para casos de naufragio), así como en las aeronaves (en caso de que estas se estrellen en el mar o algún lago).